# Lophura leucomelanos
El faisán Kalij o faisán de Nepal (Lophura leucomelanos) es una especie de ave galliforme de la familia Phasianidae autóctona del sudeste asiático. El faisán kalij (Lophura leucomelanos) se encuentra en los bosques y bosque bajo, especialmente en las estribaciones del Himalaya, desde Pakistán hasta el oeste de Tailandia. Los machos son bastante variados dependiendo de las subespecies involucradas, pero todos tienen un plumaje negro-azulado al menos parcialmente brillante, mientras que las hembras son parduscas. Ambos sexos tienen un rostro rojo desnudo y piernas grisáceas (este último lo separa del faisán plateado (Lophura nycthemera) que tiene patas rojas). Es generalmente común y extenso, aunque tres de sus subespecies del este (oatesi, lineata y crawfurdi) se consideran amenazados y moffitti es virtualmente desconocido en estado salvaje.

## Subespecies
Se conocen nueve subespecies de Lophura leucomelanos:
- Lophura leucomelanos hamiltoni - Oeste del  Himalaya (del río Indo al oeste de Nepal)
- Lophura leucomelanos leucomelanos - bosque templado y húmedo de pino del Nepal
- Lophura leucomelanos melanota - Sikkim y oeste de Bután
- Lophura leucomelanos moffitti - distribución desconocida; posiblemente centro de Bután
- Lophura leucomelanos lathami - Este de Bután y Norte de India a Birmania
- Lophura leucomelanos williamsi - Oeste de Birmania (al este hasta el río Irrawaddy)
- Lophura leucomelanos oatesi - Sur de Birmania (montes Arakan Yoma)
- Lophura leucomelanos lineata - Sur de Birmania (al este del río Irrawaddy) al noroeste de Tailandia
- Lophura leucomelanos crawfurdi - Sureste de Birmania (Tenasserim) y Tailandia